# Zac Goldsmith

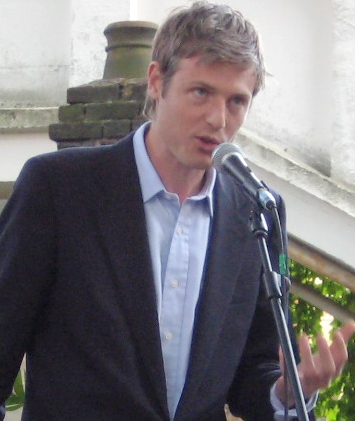
Zac Goldsmith MP

Frank Zacharias Robin "Zac" Goldsmith (Londres, 20 de janeiro de 1975) é um político britânico.

## Carreira
Eleito em 2010 para a Câmara dos Comuns como deputado pelo círculo de Richmond Park, Zac Goldsmith é membro do Partido Conservador.
Ambientalista e membro da Câmara dos Comuns, foi o candidato conservador a prefeito da Grande Londres em 2016, mas perdeu para o trabalhista Sadiq Khan.
É o filho maior de Sir James Goldsmith e Annabel, filha do 8° Marquês de Londonderry.